# 多治見市立脇之島小学校
多治見市立脇之島小学校（たじみしりつ わきのしましょうがっこう）とは、岐阜県多治見市にある公立小学校。

## 概要
- 通学区域は脇之島町3丁目の一部、脇之島町4丁目、脇之島町5丁目の一部、脇之島町6丁目の一部、脇之島町7丁目、脇之島町8丁目の一部であり、公立中学校の進学先は多治見市立南ヶ丘中学校である[1]。
- 通学区域には多治見市最大の住宅団地であるホワイトタウンがある。児童数は1995年のピーク時には1169人であったが、近年はホワイトタウンの急激な少子化により、2018年には214人となっている[2][3]。

## 沿革
- 1987年（昭和62年）4月 - 多治見市立昭和小学校を分離し、開校。
- 1988年（昭和63年） - 体育館が完成する。
- 1990年（平成2年） - 校舎を増築する（鉄筋コンクリート造3階建）[4]。
- 1991年（平成3年） - 児童数の急激な増加のため、プレハブ校舎を設置（1997年迄）。